# Antoine Debia
Pour les articles homonymes, voir Debia.
Antoine Debia est un homme politique français né le 8 janvier 1790 à Montauban (Tarn-et-Garonne) et décédé le 18 décembre 1875 au même lieu.

## Biographie
Conseiller municipal de Villebrumier, conseiller d'arrondissement, il est député de Tarn-et Garonne de 1832 à 1834, siégeant avec la majorité conservatrice.

## Sources
- Ressources relatives à la vie publique :   - base Léonore
  - Base Sycomore
- « Antoine Debia », dans Adolphe Robert et Gaston Cougny, Dictionnaire des parlementaires français, Edgar Bourloton, 1889-1891 [détail de l’édition]